# Aloe metallica
Aloe metallica är en grästrädsväxtart som beskrevs av Adolf Engler och Ernest Friedrich Gilg. Aloe metallica ingår i släktet Aloe och familjen grästrädsväxter. Inga underarter finns listade i Catalogue of Life.